# Matthew Webb
Đại úy Matthew Webb (19 tháng 1 năm 1848 - 24 tháng 7 năm 1883) là người đầu tiên được ghi nhận là đã bơi qua eo biển Anh mà không sử dụng các dụng cụ trợ giúp cho mục đích thể dục thể thao. Vào ngày 25 tháng 8 năm 1875, Webb bơi từ Dover đến Calais trong vòng chưa tới 22 giờ.

## Tiểu sử
Webb sinh ra tại Dawley, Telford, ở Shropshire, một trong gia đình mười hai con của một bác sĩ Coalbrookdale. Ông đã có được khả năng của mình để bơi trong sông Severn tại Coalbrookdale. Năm 1860, ở tuổi mười hai, anh gia nhập tàu huấn luyện HMS Conway trong thời gian hai năm, sau đó vào hải quân thương mại và học việc ba năm với Rathbone Brothers của Liverpool.
Trong khi làm người thứ hai trên chiếc tàu Cunard Line Nga, du lịch từ New York đến Liverpool, ông đã cố gắng giải cứu một người đàn ông bằng cách lặn xuống biển vào giữa Đại Tây Dương. Người đàn ông này không bao giờ được tìm thấy, nhưng Webb đã giúp ông giành được 100 bảng Anh và Huân chương Stanhope đầu tiên và trở thành anh hùng của báo chí Anh.
Mùa hè năm 1863, khi ở nhà, ông cứu Thomas anh 12 tuổi của mình khỏi bị chết đuối ở Severn gần Ironbridge.

## Kỷ lục bởi eo biển Anh
Năm 1873, Webb là thuyền trưởng tàu hơi Emerald khi ông đọc một tài liệu về nỗ lực thất bại của J. B. Johnson để bơi qua eo biển Anh. Ông bắt đầu cảm hứng để tự thử mình, và rời bỏ công việc của mình để bắt đầu tập luyện, đầu tiên là tại Lambeth Baths, sau đó là trong vùng nước lạnh của sông Thames, eo biển Manche và hồ Hollingworth. Sự đào tạo đầu tiên của ông đã được Fred Beckwith ủng hộ, người là "Giáo sư" tại Lambeth Baths. Beckwith đã tổ chức một cảnh tượng bằng cách hiển thị Webb dặm bơi trên sông Thames. Webb đã hoàn thành ‘gần sáu dặm’, nhưng lợi ích công cộng nghèo có nghĩa là Beckwith mất tiền. Kết quả là Webb đã có một người quản lý khác.
Vào ngày 12 tháng 8 năm 1875, ông đã cố gắng bơi lội qua eo biển Anh đầu tiên của mình, nhưng gió mạnh và điều kiện biển nghèo khiến ông phải bỏ bơi. Vào ngày 24 tháng 8, ông bắt đầu bơi thứ hai bằng cách lặn từ Admiralty Pier tại Dover. Được hậu thuẫn bởi ba chiếc thuyền hộ tống và bịt mắt dầu cá heo, anh ta đã rơi vào triều xuống khi bơi ếch. Mặc dù các con đốm từ sứa và dòng chảy mạnh của Cap Gris Nez khiến anh không thể tới bờ trong 5 tiếng đồng hồ, cuối cùng, sau 21 giờ và 45 phút, anh đã hạ cánh xuống gần Calais - một con kênh bơi thành công đầu tiên. Đường bơi zig-zag của ông qua eo biển đã kết thúc chiều dài 39 dặm (64 km)